# Daniel Gozalbo Bellés
Daniel Gozalbo Bellés (Costur, 24 de mayo de 1948) es un político socialista valenciano, alcalde de Castellón de la Plana y diputado en las Cortes Valencianas durante la V Legislatura.

## Biografía
Daniel Gozalbo es catedrático de bachillerato de matemáticas ya retirado y militante del PSPV-PSOE. De 1982 a 1986 fue director provincial del "Ministerio de Educación" en Castellón de la Plana y de 1986 a 1987 director general de educación media en la "Conselleria de Cultura i Educació" de la Generalidad Valenciana.
En las elecciones municipales de 1987 fue elegido alcalde de Castellón, cargo que ejerció hasta 1991. En 1999 fue elegido diputado en las elecciones a las Cortes Valencianas donde fue secretario de la comisión permanente no legislativa de Asuntos Europeos.
A partir de 2004 fue vocal del "Consejo Social" de la Universitat Jaume I; universidad de la cual fue uno de sus impulsores.